# ویلاپ لیک (واشینگتن)
ویلاپ لیک (به انگلیسی: Weallup Lake) یک منطقهٔ مسکونی در ایالات متحده آمریکا است که در شهرستان اسنوهومیش، واشینگتن واقع شده‌است. ویلاپ لیک ۱۱٫۳ کیلومتر مربع مساحت و ۸۸۲ نفر جمعیت دارد و ۸۲ متر بالاتر از سطح دریا واقع شده‌است.